# Dos Amates
Dos Amates är en ort i Mexiko.   Den ligger i kommunen Catemaco och delstaten Veracruz, i den sydöstra delen av landet, 400 km öster om huvudstaden Mexico City. Dos Amates ligger 344 meter över havet och antalet invånare är 690.
Terrängen runt Dos Amates är huvudsakligen kuperad, men åt nordost är den platt. Terrängen runt Dos Amates sluttar österut. Runt Dos Amates är det ganska tätbefolkat, med 83 invånare per kvadratkilometer. Närmaste större samhälle är Catemaco, 9,7 km sydväst om Dos Amates. Omgivningarna runt Dos Amates är en mosaik av jordbruksmark och naturlig växtlighet.